# Dubovîi Hai, Ovruci
Dubovîi Hai (în ucraineană Дубовий Гай) este un sat în comuna Kîrdanî din raionul Ovruci, regiunea Jîtomîr, Ucraina.

## Demografie
Componența lingvistică a localității Dubovîi Hai
     Ucraineană (94,07%)
     Rusă (5,93%)
Conform recensământului din 2001, majoritatea populației localității Dubovîi Hai era vorbitoare de ucraineană (94,07%), existând în minoritate și vorbitori de rusă (5,93%).